# Streljačko društvo "Dubrava 1094"
Streljačko društvo “Dubrava 1094” osnovano je 21. svibnja 1980. godine pod imenom “Gramip”. 
Djeluje na području općine Dubrava u zagrebačkoj županiji. Na osnivačkoj skupštini za prvog predsjednika izabran je tada gospodin Ivica Mateuš iz Dubrave, u to vrijeme vrlo aktivan u društvenom životu Dubrave, a posebno u vatrogastvu koje je tada imalo najveću razinu aktivnosti. Društvo je djelovalo u okviru sportskog društva “Gramip”, a i sjedište mu je bilo u krugu istoimenog poduzeća koje ga je pomagalo financijski. Ime je društvo promijenilo 20. svibnja 1994. godine u sadašnji naziv. Broj iza imena Dubrava (1094) je godina prvog spominjanja Dubrave u pisanim dokumentima. 
Društvo su vodili, uz već spomenutog prvog predsjednika Ivice Mateuša, i sljedeći predsjednici: Branko Sever (sada pokojni), Branko Pereglin i Darko Hrastovec koji je na čelnoj funkciji bio dva mandata. Kroz društvo je prošao veliki broj članova od čega više od 2/3 aktivnih strijelaca. Prvu medalju za Društvo je osvojila muška ekipa 26. srpnja 1980. u gađanju malokalibarskom puškom - 20 ležeci na prvenstvu općine i Branko Pereglin pojedinačno na istom natjecanju.
Prvu medalju na prvenstvu bivše države zračnom puškom, i to srebrnu, osvojila je Branka Pereglin u juniorskoj konkurenciji 1984. godine u Zenici (BiH). Do danas, (kraj 2010. godine), strijelci “Dubrave 1094” su osvojili ukupno više od 1600 medalja na svim razinama natjecanja i svim vrstama oružja kojima nastupaju (zračna, vojnička i malokalibarska puška te samostrel field).